# Celina (Tennessee)
Pour les articles homonymes, voir Celina.
La ville américaine de Celina est le siège du comté de Clay, dans l’État du Tennessee. Lors du recensement de 2010, sa population s’élevait à 1 495 habitants.

## Source
- (en) Cet article est partiellement ou en totalité issu de l’article de Wikipédia en anglais intitulé « Celina, Tennessee » (voir la liste des auteurs).